# Katolická církev v Číně
Katolická církev v Číně je součástí všeobecné církve na území Číny, pod vedením papeže a místních biskupů. Až do dohod mezi Vatikánem a Čínskou lidovou republikou v roce 2018 byla rozdělena do dvou velkých skupin: státu podřízené církve, reprezentované Vlasteneckým sdružením čínských katolíků, a podzemní církve, která zůstala věrná papeži. 

## Administrativní členění katolické církve v Číně
Podle papežské ročenky je v Číně 150 diecézí, sdružených do 20 církevních provincií. To však odpovídá situaci v roce 1950, protože poté v důsledku komunistického režimu došlo k neautorizovaným organizačním změnám, které papežská ročenka neregistruje. Mnoho biskupů, vysvěcených bez souhlasu papeže, ovšem bylo autorizováno Římem po uzavření dohod v roce 2018.

### Církevní provincie a diecéze latinského ritu
- Arcidiecéze An-čching
  - Diecéze Peng-pu
  - Diecéze Wu-chu
- Arcidiecéze Čchang-ša
  - Diecéze Changde
  - Diecéze Hengyang
  - Diecéze Yuanling
- Arcidiecéze Čchung-čching
  - Diecéze Chengdu
  - Diecéze Kangding
  - Diecéze Leshan
  - Diecéze Nanchong
  - Diecéze Wanzhou
  - Diecéze Xichang
  - Diecéze Yibin
- Arcidiecéze Fu-čou
  - Diecéze Xiapu
  - Diecéze Sia-men
  - Diecéze Changting
- Arcidiecéze kantonská
  - Diecéze Pej-chaj
  - Diecéze hongkongská
  - Diecéze Jiangmen
  - Diecéze Meixian
  - Diecéze Shantou
  - Diecéze Shaoguan
- Arcidiecéze Kuej-jang
  - Diecéze Anlong
- Arcidiecéze Chang-čou
  - Diecéze Linhai
  - Diecéze Lishui
  - Diecéze Ningbo
  - Diecéze Yongjia
- Arcidiecéze Chan-kchou
  - Diecéze Enshi
  - Diecéze Hanyang
  - Diecéze Laohekou
  - Diecéze Puqi
  - Diecéze Qichun
  - Diecéze Wuchang
  - Diecéze Xiangyang
  - Diecéze Yichang
- Arcidiecéze Chöch chot
  - Diecéze Chongli-Xiwanzi
  - Diecéze Jining
  - Diecéze Yinchuan
- Arcidiecéze Kchaj-feng
  - Diecéze Jixian
  - Diecéze Luoyang
  - Diecéze Nanyang
  - Diecéze Shangqiu
  - Diecéze Xinyang
  - Diecéze Zhengzhou
  - Diecéze Zhumadian
- Arcidiecéze Kchun-ming
  - Diecéze Dali
- Arcidiecéze Lan-čou
  - Diecéze Pingliang
  - Diecéze Tianshui
- Arcidiecéze Nanchang
  - Diecéze Ganzhou
  - Diecéze Ji'an
  - Diecéze Nan-čchang
  - Diecéze Yujiang
- Arcidiecéze Nanking
  - Diecéze Haimen
  - Diecéze Shanghai
  - Diecéze Suzhou
  - Diecéze Xuzhou
- Arcidiecéze Nan-ning
  - Diecéze Wuzhou
- Arcidiecéze pekingská
  - Diecéze An-kuo
  - Diecéze paotinská
  - Diecéze Chengde
  - Diecéze Daming
  - Diecéze Jingxian
  - Diecéze Lulong
  - Diecéze Tianjin
  - Diecéze Weixian
  - Diecéze Xianxian
  - Diecéze Xingtai
  - Diecéze Xuanhua
  - Diecéze Zhaoxian
  - Diecéze Zhengding
- Arcidiecéze Si-an
  - Diecéze Fengxiang
  - Diecéze Hanzhong
  - Diecéze Sanyuan
  - Diecéze Yan'an
  - Diecéze Zhouzhi
- Arcidiecéze Šen-jang
  - Diecéze Chifeng
  - Diecéze Fushun
  - Diecéze Jilin
  - Diecéze Jinzhou
  - Diecéze Siping
  - Diecéze Yanji
  - Diecéze Yingkou
- Arcidiecéze Tchaj-jüan
  - Diecéze Datong
  - Diecéze Fenyang
  - Diecéze Hongdong
  - Diecéze Lu'an
  - Diecéze Shuoxian
  - Diecéze Yuci
- Arcidiecéze Ťi-nan
  - Diecéze Caozhou
  - Diecéze Linyi
  - Diecéze Qingdao
  - Diecéze Yanggu
  - Diecéze Yantai
  - Diecéze Yanzhou
  - Diecéze Zhoucun.

### Církevní struktury bezprostředně podřízené Svatému stolci
- Diecéze Macao
- Apoštolská administratura Harbin
- Apoštolská prefektura Ankang
- Apoštolská prefektura Pao-jing
- Apoštolská prefektura Guilin
- Apoštolská prefektura Hainan
- Apoštolská prefektura Haizhou
- Apoštolská prefektura Jiamusi
- Apoštolská prefektura Jian'ou
- Apoštolská prefektura Lingling
- Apoštolská prefektura Linqing
- Apoštolská prefektura Lintong
- Apoštolská prefektura Lixian
- Apoštolská prefektura Qiqihar
- Apoštolská prefektura Shaowu
- Apoštolská prefektura Shashi
- Apoštolská prefektura Shiqian
- Apoštolská prefektura Suixian
- Apoštolská prefektura Tongzhou
- Apoštolská prefektura Tunxi
- Apoštolská prefektura Weihai
- Apoštolská prefektura Xiangtan
- Apoštolská prefektura Xining
- Apoštolská prefektura Xinjiang
- Apoštolská prefektura Xinjiang-Urumqi
- Apoštolská prefektura Xinxiang
- Apoštolská prefektura Yangzhou
- Apoštolská prefektura Yiduxian
- Apoštolská prefektura Yixian
- Apoštolská prefektura Yueyang
- Apoštolská prefektura Zhaotong

### Diecéze východního ritu
- Apoštolský exarchát Charbin (Ruská řeckokatolická církev)

### Svatým stolcem neuznávané diecéze
- Diecéze Jiangxi[1]